# Wiera Ganiejewa
Wiera Aleksandrowna Ganiejewa, z domu Karmiszyna (rus. Вера Александровна Кармишина-Ганеева; ur. 6 listopada 1988 w Kamyszynie) – rosyjska lekkoatletka specjalizująca się w rzucie dyskiem.
W 2007 zdobyła złoty medal mistrzostw Europy juniorów w Hengelo. Srebrna medalistka młodzieżowego czempionatu Europy (2009). W 2011 zajęła 4. miejsce na uniwersjadzie w Shenzhen. Rok później startowała na igrzyskach olimpijskich w Londynie, na których nie awansowała do finału. Mistrzyni uniwersjady z 2013. W tym samym roku bez powodzenia startowała na mistrzostwach świata w Moskwie. Złota medalistka mistrzostw Rosji oraz reprezentantka kraju na drużynowych mistrzostwach Europy.
Rekord życiowy: 64,30 (25 maja 2013, Soczi).

## Osiągnięcia
| Rok  | Impreza                                 | Miejsce      | Lokata            | Wynik (m) |
| ---- | --------------------------------------- | ------------ | ----------------- | --------- |
| 2007 | Mistrzostwa Europy juniorów             | Hengelo      | 1. miejsce        | 56,16     |
| 2009 | Zimowy puchar Europy w rzutach          | Los Realejos | 5. miejsce (U-23) | 51,88     |
| 2009 | Młodzieżowe mistrzostwa Europy          | Kowno        | 2. miejsce        | 54,48     |
| 2010 | Zimowy puchar Europy w rzutach          | Arles        | 6. miejsce (U-23) | 52,76     |
| 2011 | Zimowy puchar Europy w rzutach          | Sofia        | 3. miejsce        | 57,45     |
| 2011 | Uniwersjada                             | Shenzhen     | 4. miejsce        | 60,29     |
| 2012 | Igrzyska olimpijskie                    | Londyn       | el. – 22. miejsce | 59,90     |
| 2013 | Superliga drużynowych mistrzostw Europy | Gateshead    | 5. miejsce        | 59,60     |
| 2013 | Uniwersjada                             | Kazań        | 1. miejsce        | 61,26     |
| 2013 | Mistrzostwa świata                      | Moskwa       | el. – 15. miejsce | 58,37     |